# Klaus Roth
Klaus Friedrich Roth, född den 29 oktober 1925, död den 10 november 2015, var en tyskfödd matematiker verksam i Storbritannien. Roth tilldelades Fieldsmedaljen för sitt arbete inom diofantisk approximation år 1958.

## Biografi
Roth föddes i en judisk familj den 29 oktober 1925 i Breslau, Preussen. På grund av de tilltagande nazistiska förföljelserna flyttade familjen till London 1933. Han studerade matematik vid Peterhouse i Cambridge och tog där sin examen 1945.. Med undantag för ett år efter sin examen då han arbetade som lärare i Skottland, var han verksam vid University College London där han också avlade sin doktorsexamen 1950.
Roths kanske mest berömda resultat, Roths sats, är ett resultat inom diofantisk approxmation som säger att för alla algebraiska tal {\displaystyle \alpha } och alla {\displaystyle \varepsilon >0}, så har olikheten
{\displaystyle \left|\alpha -{\frac {p}{q}}\right|<{\frac {1}{q^{2+\varepsilon }}}}
ändligt många lösningar där {\displaystyle p} och  {\displaystyle q} är relativt prima heltal.